# Слейтер, Рашон
Рашон Слейтер (англ. Rashawn Slater; 26 марта 1999, Шугар-Ленд, Техас) — профессиональный американский футболист, выступающий на позиции тэкла нападения в клубе НФЛ «Лос-Анджелес Чарджерс». Участник Пробоула в сезоне 2021 года. На студенческом уровне играл за команду Северо-Западного университета. На драфте НФЛ 2021 года был выбран в первом раунде под общим тринадцатым номером.

## Биография
Рашон Слейтер родился 26 марта 1999 года в городе Шугар-Ленд в Техасе. Его отец Реджиналд Слейтер был профессиональным баскетболистом, играл за ряд клубов НБА. Слейтер учился в старшей школе имени Уильяма Клементса. В составе её футбольной команды он играл линейным нападения и защиты, был капитаном. В течение четырёх лет он представлял школу на соревнованиях по толканию ядра. На момент выпуска занимал 32 место среди гардов по версии сайта 247Sports.

### Любительская карьера
О планах поступления в Северо-Западный университет Слейтер объявил до окончания школы, в январе 2016 года. В футбольном турнире NCAA он дебютировал в 2017 году, проведя двенадцать матчей на позиции стартового правого тэкла команды и став лучшим линейным нападения среди новичков по оценкам сайта Pro Football Focus. В 2018 году Слейтер сыграл в четырнадцати матчах и вошёл в число лучших тэклов конференции Big Ten.
Перед стартом турнира 2019 года его перевели на место левого тэкла. Слейтер сыграл на ней в одиннадцати матчах, допустив всего шесть давлений на квотербека и не пропустив ни одного сэка. Весной 2020 года руководство конференции объявило о том, что старт следующего будет отложен из-за пандемии COVID-19. Летом Слейтер объявил, что не примет участие в играх турнира и сосредоточится на подготовке к драфту НФЛ. В декабре он окончил университет, получив степень бакалавра.

### Профессиональная карьера
Перед драфтом НФЛ 2021 года аналитик сайта Bleacher Report Брэндон Торн оценивал Слейтера как третьего среди выходящих на драфт тэклов и называл его лучшей версией Андре Дилларда. Среди плюсов игрока он отмечал его телосложение и антропометрические данные, умение контролировать своё тело и держать равновесие, технику работы рук, умение быстро читать действия защиты и корректировать свою игру. К недостаткам Торн относил проблемы, возникающие у Слейтера когда его атакуют под углом и в ситуациях, где он не может инициировать первый контакт с защитником, обладающим длинными руками.
На драфте Слейтер был выбран «Чарджерс» в первом раунде под общим тринадцатым номером. В июле он подписал с клубом четырёхлетний контракт. В своём дебютном сезоне он сыграл в стартовом составе команды в шестнадцати матчах, один пропустив из-за положительного теста на COVID-19. В проведённых играх Слейтер провёл на поле 100 % розыгрышей нападения, доля успешных блоков при защите паса составила 90,4 %. По итогам регулярного чемпионата сайт ESPN поставил его на третье место в рейтинге лучших новичков сезона. В декабре 2020 года по итогам голосования он был выбран стартовым тэклом команды АФК на Пробоул, став первым с 2012 года новичком, добившимся такого успеха.